# Чичимеки

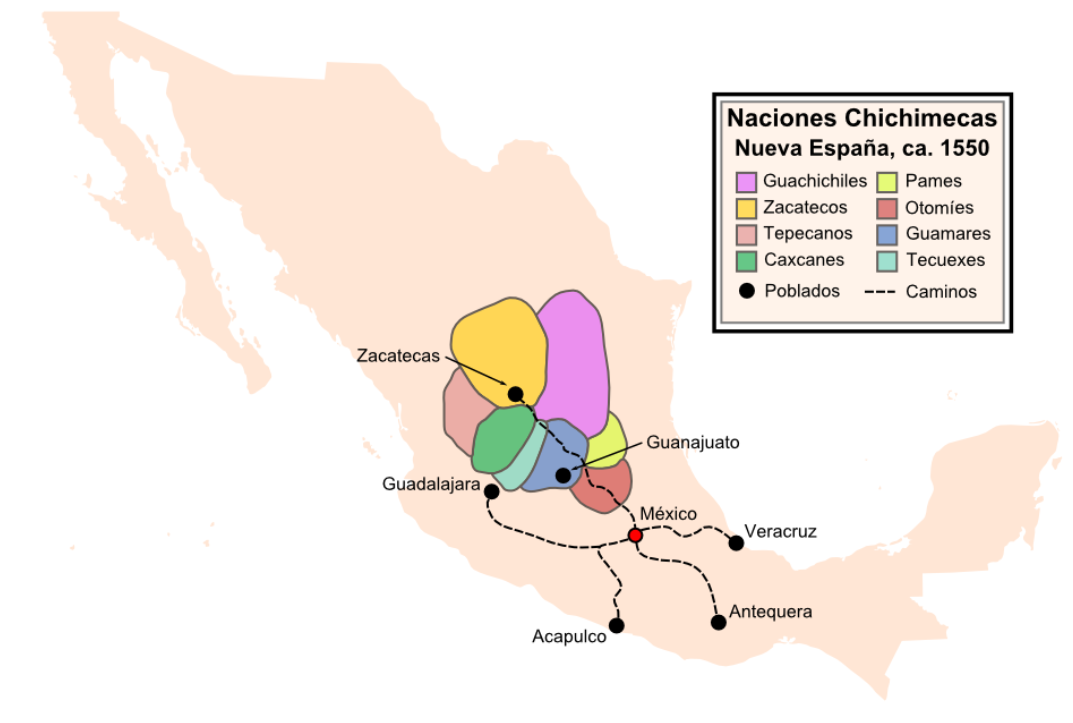
Племена чичимекской конфедерации.

Чичимеки — обобщающее название кочевых или полукочевых индейских племён, проживавших в пустынной местности, там, где ныне располагается северная часть Мексики и юг США и где не распространили своё влияние мезоамериканские цивилизации. «Чичимек» — определение, данное ацтеками и другими индейцами центральной Америки, имело оскорбительный характер, обозначающий чичимеков как «нецивилизованных агрессивных дикарей», наподобие того, как древние римляне нарекали германские племена «варварами». Авторитетной считается версия, выдвинутая лингвистом Димазу, изучавшим язык чичимеков, во время изучения им было отмечено, что чичимеки нередко приветствовали друг друга ритуалом с поднятием вверх обеих рук и многократным повторением звуков «Чи», так же абсолютно все слова чичимеков изобилуют звуками Чи, скорее всего эта особенность их языка и способствовала закреплению экзонима «Чичимеки». Данное название с его уничижительным смыслом было позже перенято и испанскими завоевателями. Для испанцев, по словам учёной Шарлотты М. Грэйди, чичимеки были «дикими кочевниками, жившими к северу от долины Мехико. У них не было постоянных жилищ, они жили охотой, носили минимум одежды и отчаянно сопротивлялись иноземному вторжению на их территории, где располагались серебряные рудники, которые испанцы разумеется хотели себе присвоить».
Испанское вторжение привело к резкому сокращению численности всех народов, которых было принято причислять к чичимекам, так как кочевники не желали подчиняться испанцам, что в итоге привело к ряду кровопролитных войн в XVI и XVII веках. В конце концов почти все чичимекские племена исчезли до наших дней, они либо были истреблены, или же подверглись метисации или ассимиляции в другие индейские народы. Имена некоторых народов не сохранились до наших дней, сегодня потомками чичимеков принято считать народ Паме из Сан-Луис-Потоси и Чичимека Йоназ из Сьерры-Горда. В настоящее время чичимеками принято называть этническую группу Чичимека Йоназ.

## История
До испанского завоевания, чичимеки не раз переселялись в Центральную Америку и образовывали новые цивилизации, перенимая культуру мезоамериканских индейцев. Известно, что современные народы науа, в том числе и ацтеки сами мигрировали c севера. Поэтому чичимеками ацтеки также называли своих предков и согласно их летописи, миграция чичимеков-предков науа произошла в середине XII века, они стали переселяться на юг страны, а в начале XIII века появились на территории, на который до этого располагалось государство древних тольтеков. Чичимеки основали своё государство, столицей которого был Тенайука. Чичимекский правитель Кинацин, правивший в начале XIII века, перенёс столицу в город Тескоко. Вскоре после этого чичимекское государство по неизвестным причинам распалось, а сам Тескоко превратился в самостоятельный город-государство. Другие племена, входившие в конфедерацию чичимеков, также смогли создать свои города-государства — отоми в Шалтокане, акольхуа в Коатлинчане, тепанеки в Аскапоцалько.
Около 1418 г. соседние племена тепанеков сумели захватить город Тескоко и удерживали там власть до 1429 г., когда они были изгнаны из страны при помощи ацтеков. В 1519 г. Тескоко был уничтожен испанскими конкистадорами и прекратил своё существование.